# Hemeroblemma conficita
Hemeroblemma conficita är en fjärilsart som beskrevs av Walker 1865. Hemeroblemma conficita ingår i släktet Hemeroblemma och familjen nattflyn. Inga underarter finns listade i Catalogue of Life.